# Campeonato Europeu de Atletismo em Pista Coberta de 2019 - 400 m feminino
A prova dos 400 metros feminino do Campeonato Europeu de Atletismo em Pista Coberta de 2019 foi disputada entre os dias  1 e 2 de março de 2019 na Emirates Arena, em Glasgow, no Reino Unido. 

## Recordes
Antes desta competição, os recordes mundiais e do campeonato nesta prova eram os seguintes:
|                       | Nome                  | Nacionalidade   | Tempo  | Local | Data               |
| --------------------- | --------------------- | --------------- | ------ | ----- | ------------------ |
| Recorde mundial       | Jarmila Kratochvílová | Tchecoslováquia | 49s 59 | Milão | 7 de março de 1982 |
| Recorde do campeonato | Jarmila Kratochvílová | Tchecoslováquia | 49s 59 | Milão | 7 de março de 1982 |
| Recorde europeu       | Jarmila Kratochvílová | Tchecoslováquia | 49s 59 | Milão | 7 de março de 1982 |

## Medalhistas
| Ouro               | Prata                        | Bronze                 |
| Léa Sprunger (SUI) | Cynthia Bolingo Mbongo (BEL) | Lisanne de Witte (NED) |

## Cronograma
Todos os horários são locais (UTC +0).
| Data       | Hora  | Evento    |
| ---------- | ----- | --------- |
| 1 de março | 12:55 | Bateria   |
| 1 de março | 20:36 | Semifinal |
| 2 de março | 20:10 | Final     |

## Resultados

### Bateria
Qualificação: 2 atletas de cada bateria (Q) mais os 4 melhores qualificados (q). 

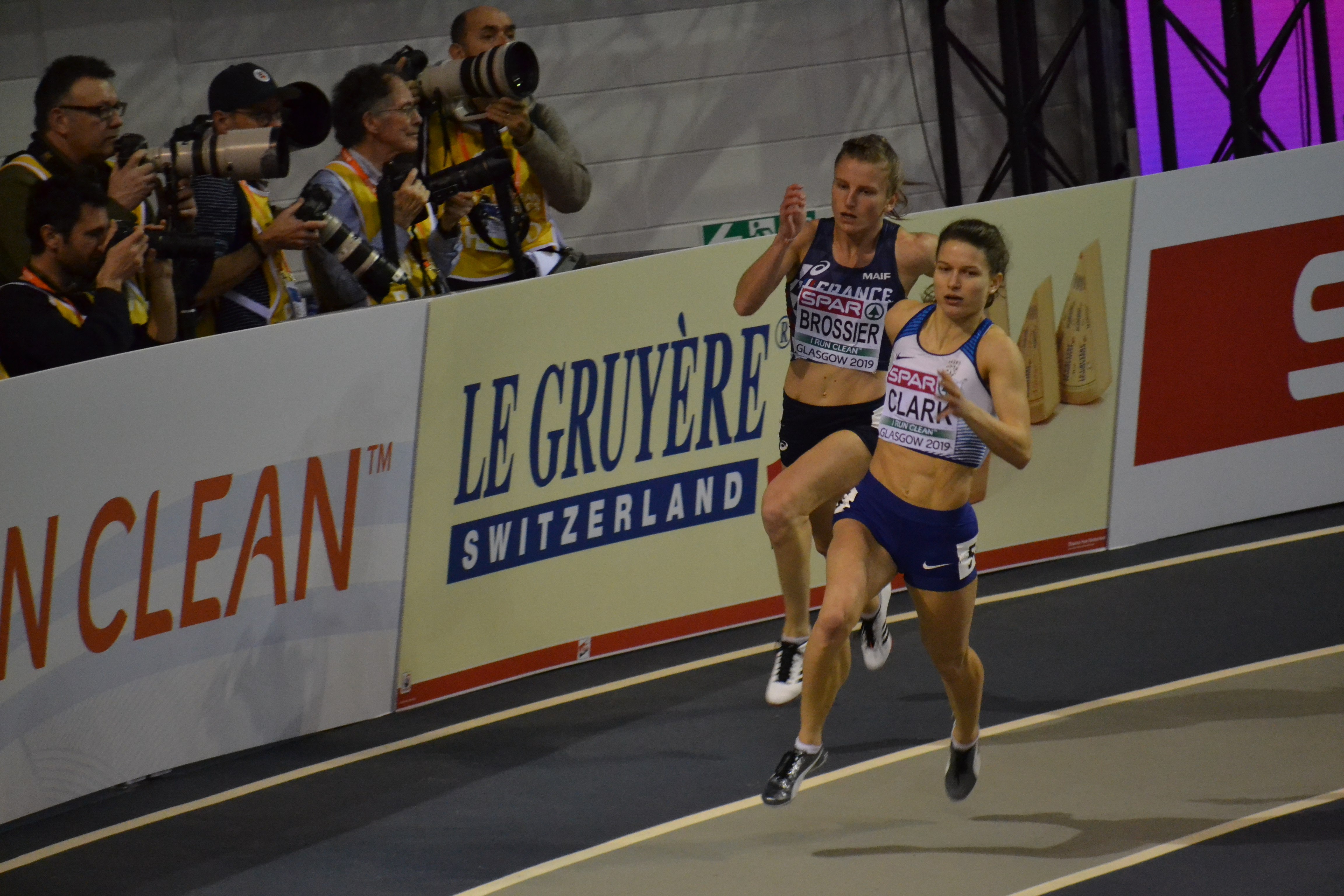
Bateria 1

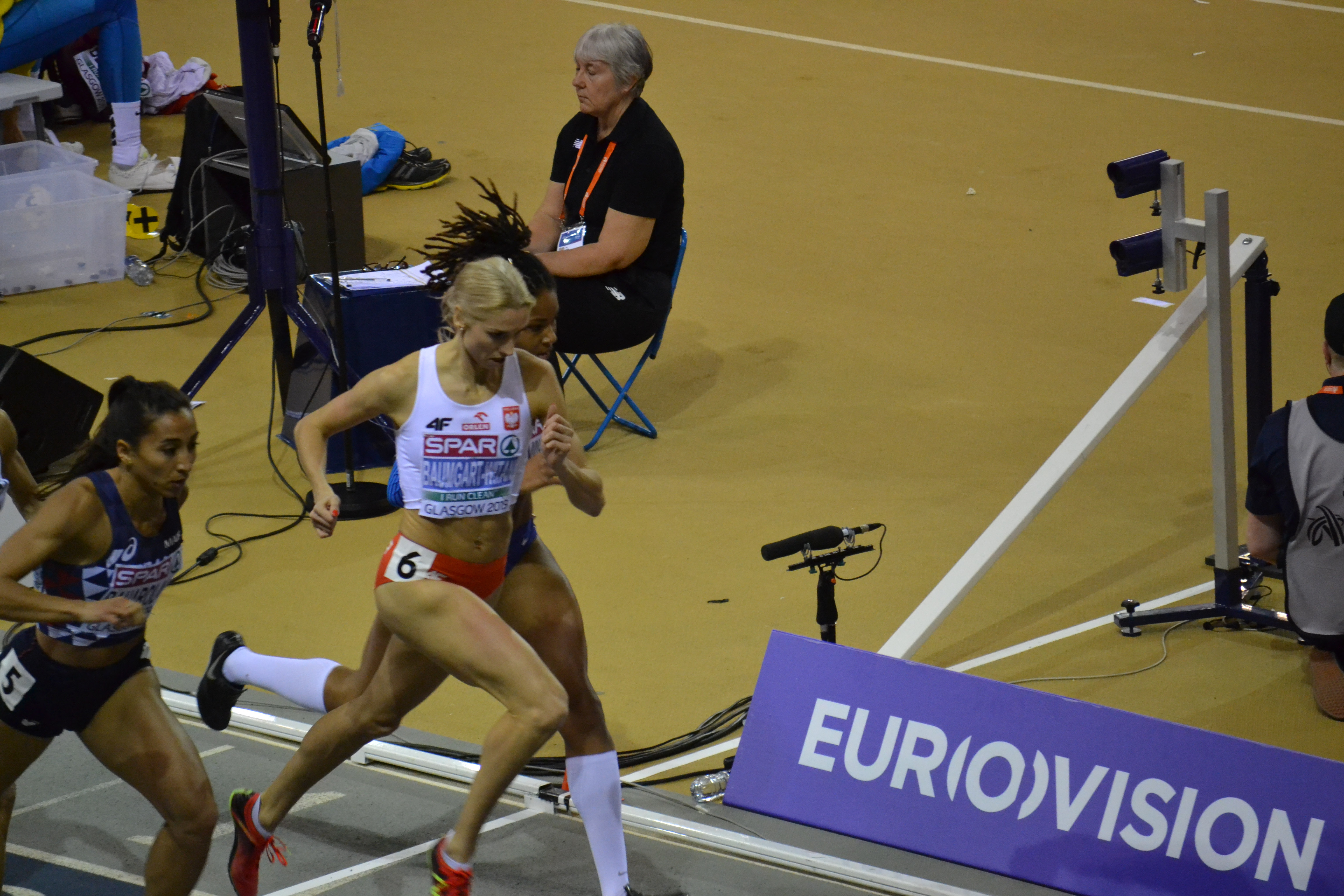
Bateria 2

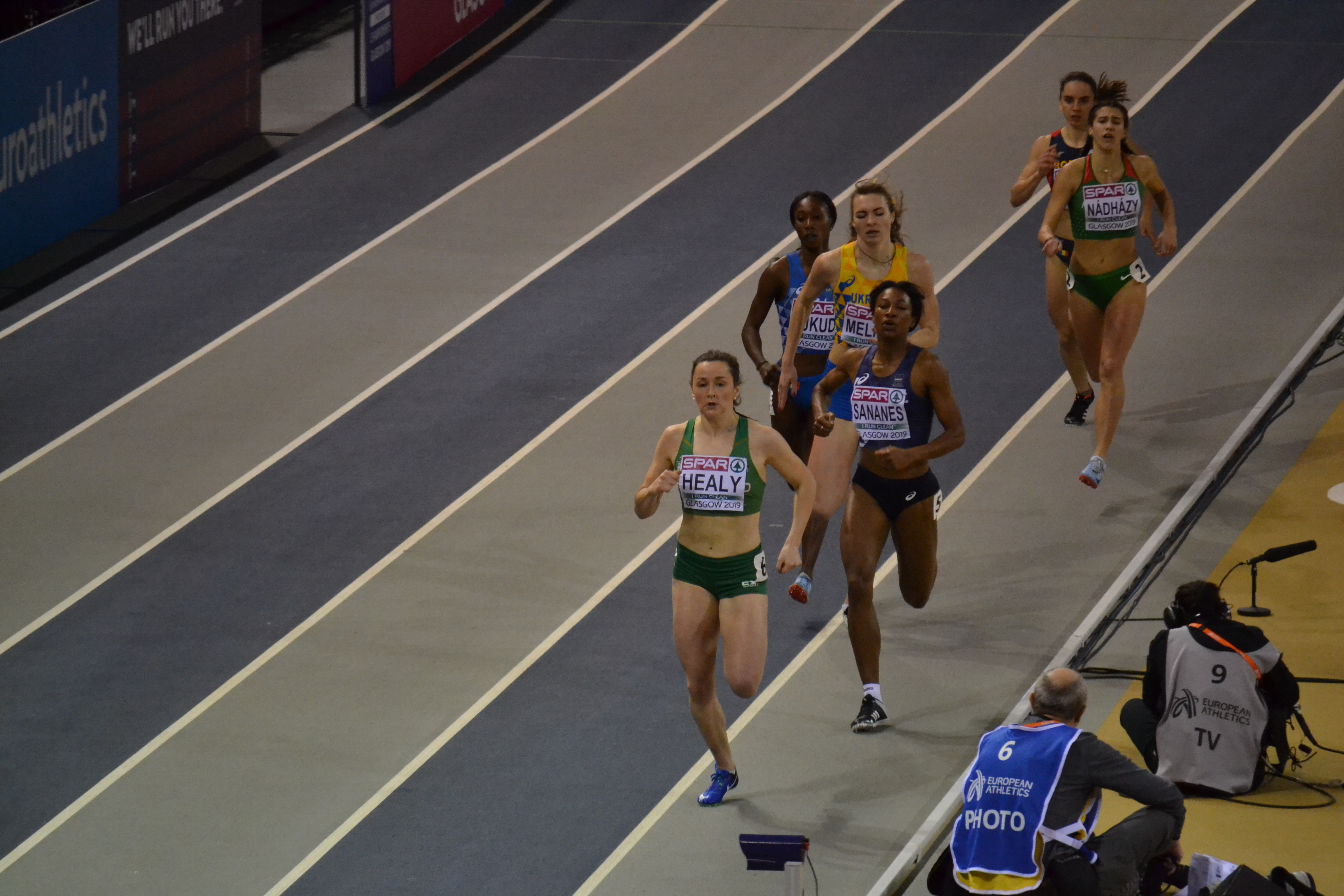
Bateria 3

| Posição | Bateria | Atleta                   | Nacionalidade               | Tempo | Notas                |
| ------- | ------- | ------------------------ | --------------------------- | ----- | -------------------- |
| 1       | 5       | Léa Sprunger             | Suíça                       | 52.46 | Q                    |
| 2       | 7       | Lisanne de Witte         | Países Baixos               | 52.56 | Q,                   |
| 3       | 7       | Cynthia Bolingo Mbongo   | Bélgica                     | 52.60 | Q,                   |
| 4       | 4       | Justyna Święty-Ersetic   | Polónia                     | 52.64 | Q                    |
| 5       | 5       | Gunta Vaičule            | Letônia                     | 52.66 | Q,                   |
| 6       | 5       | Laura Bueno              | Espanha                     | 52.67 | q,                   |
| 7       | 4       | Anna Ryzhykova           | Ucrânia                     | 52.73 | Q,                   |
| 8       | 4       | Ayomide Folorunso        | Itália                      | 52.75 | q                    |
| 9       | 7       | Eilidh Doyle             | Grã-Bretanha                | 52.81 | q                    |
| 10      | 3       | Raphaela Boaheng Lukudo  | Itália                      | 52.99 | Q,                   |
| 11      | 6       | Polina Miller            | Atletas Neutros Autorizados | 53.03 | Q,                   |
| 12      | 3       | Deborah Sananes          | França                      | 53.05 | Q                    |
| 13      | 3       | Phil Healy               | Irlanda                     | 53.13 | q                    |
| 14      | 6       | Agnė Šerkšnienė          | Lituânia                    | 53.14 | Q                    |
| 15      | 2       | Iga Baumgart-Witan       | Polónia                     | 53.17 | Q                    |
| 16      | 2       | Agnes Raharolahy         | França                      | 53.21 | Q                    |
| 17      | 2       | Amber Anning             | Grã-Bretanha                | 53.26 |                      |
| 18      | 6       | Lada Vondrová            | Chéquia                     | 53.29 |                      |
| 19      | 2       | Nadine Gonska            | Alemanha                    | 53.38 |                      |
| 20      | 3       | Tetyana Melnyk           | Ucrânia                     | 53.39 |                      |
| 21      | 1       | Amandine Brossier        | França                      | 53.40 | Q                    |
| 22      | 6       | Cátia Azevedo            | Portugal                    | 53.43 | Recorde da temporada |
| 23      | 7       | Aauri Lorena Bokesa      | Espanha                     | 53.45 |                      |
| 24      | 6       | Eleni Artymata           | Chipre                      | 53.49 | Recorde pessoal      |
| 25      | 1       | Anita Horvat             | Eslovênia                   | 53.53 | Q                    |
| 26      | 7       | Irini Vasiliou           | Grécia                      | 53.66 |                      |
| 27      | 1       | Kateryna Klymyuk         | Ucrânia                     | 53.68 | Recorde pessoal      |
| 28      | 1       | Maja Ćirić               | Sérvia                      | 53.73 |                      |
| 29      | 4       | Yasmin Giger             | Suíça                       | 53.84 |                      |
| 30      | 1       | Zoey Clark               | Grã-Bretanha                | 53.85 |                      |
| 31      | 3       | Andrea Miklos            | Roménia                     | 53.87 | Recorde da temporada |
| 32      | 3       | Evelín Nádházy           | Hungria                     | 53.90 |                      |
| 33      | 5       | Matilda Hellqvist        | Suécia                      | 53.93 | Recorde pessoal      |
| 34      | 2       | Sophie Becker            | Irlanda                     | 53.99 |                      |
| 35      | 5       | Iveta Putalová           | Eslováquia                  | 54.19 |                      |
| 36      | 4       | Susanne Walli            | Áustria                     | 54.69 |                      |
| 37      | 1       | Salma Celeste Paralluelo | Espanha                     | 55.30 |                      |

### Semifinal
Qualificação: 2 atletas de cada bateria (Q). 

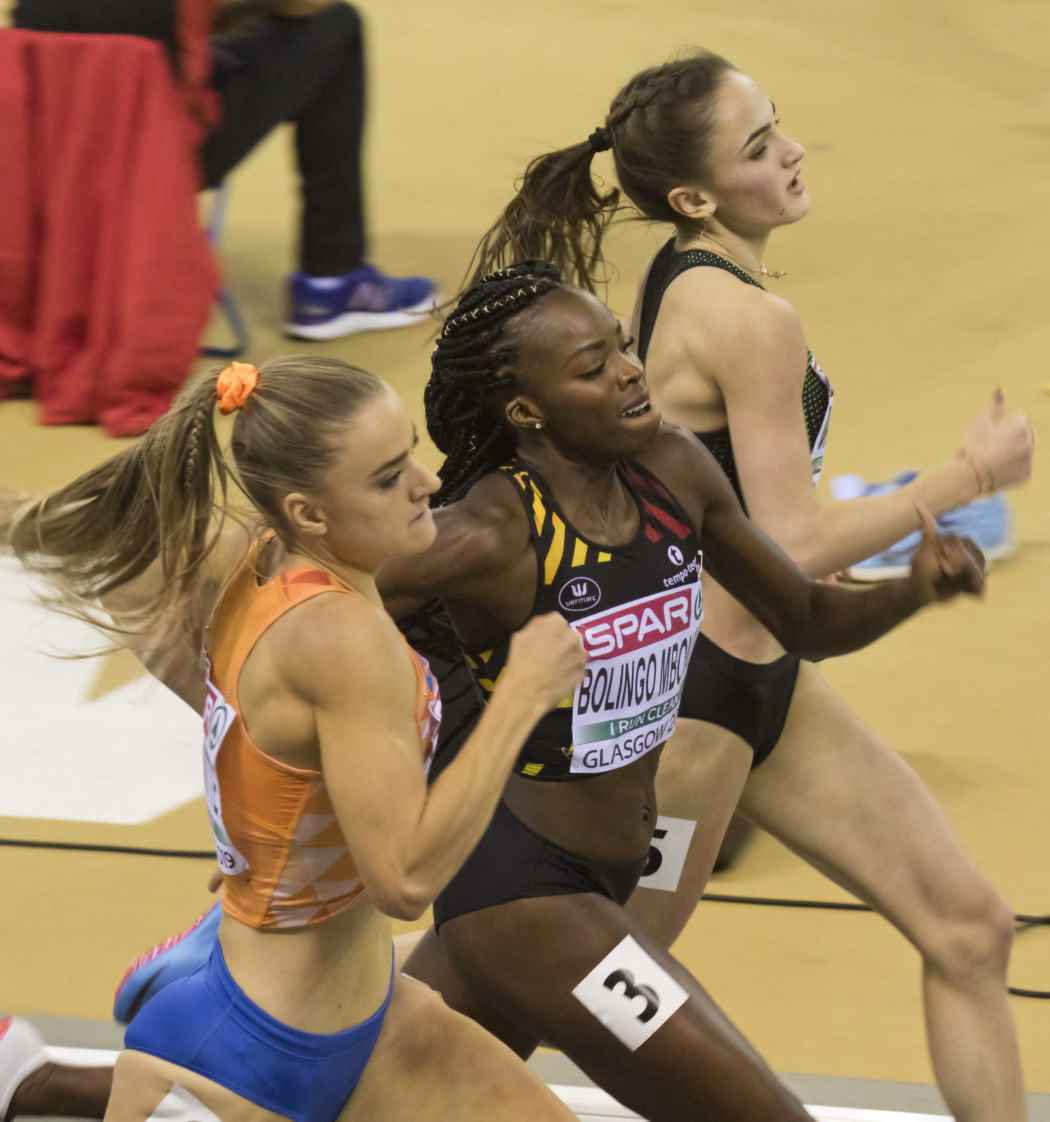
Final da semifinal 3

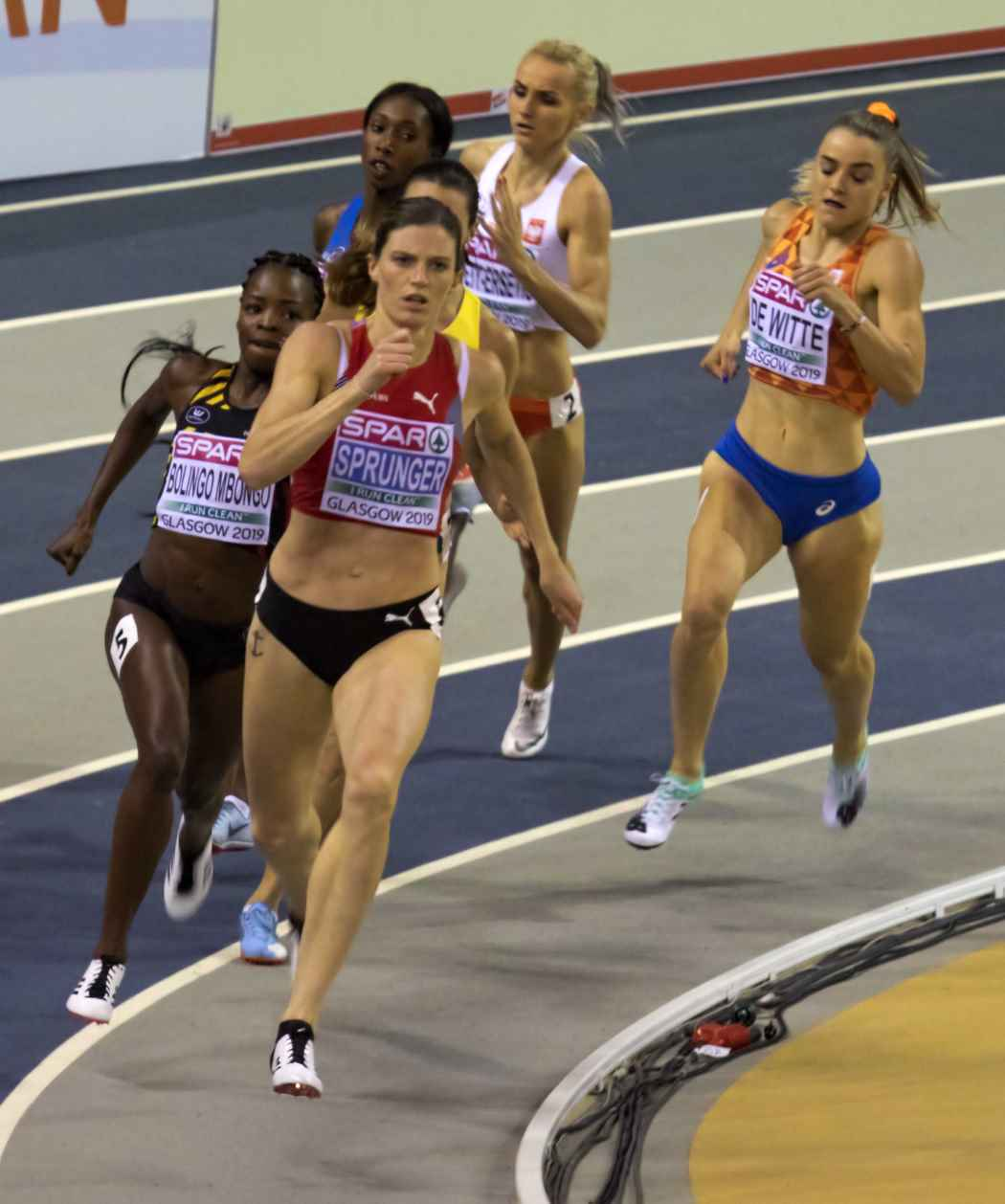
A final em curso

| Posição | Bateria | Atleta                  | Nacionalidade               | Tempo | Notas           |
| ------- | ------- | ----------------------- | --------------------------- | ----- | --------------- |
| 1       | 2       | Léa Sprunger            | Suíça                       | 51.90 | Q               |
| 2       | 2       | Agnė Šerkšnienė         | Lituânia                    | 52.33 | Q,              |
| 3       | 3       | Cynthia Bolingo Mbongo  | Bélgica                     | 52.37 | Q,              |
| 4       | 3       | Lisanne de Witte        | Países Baixos               | 52.38 | Q,              |
| 5       | 3       | Polina Miller           | Atletas Neutros Autorizados | 52.46 | Recorde pessoal |
| 6       | 1       | Raphaela Boaheng Lukudo | Itália                      | 52.80 | Q,              |
| 7       | 1       | Justyna Święty-Ersetic  | Polónia                     | 52.85 | Q               |
| 8       | 1       | Laura Bueno             | Espanha                     | 53.05 |                 |
| 9       | 1       | Anna Ryzhykova          | Ucrânia                     | 53.22 |                 |
| 10      | 3       | Eilidh Doyle            | Grã-Bretanha                | 53.28 |                 |
| 11      | 3       | Deborah Sananes         | França                      | 53.34 |                 |
| 12      | 3       | Anita Horvat            | Eslovênia                   | 53.37 |                 |
| 13      | 1       | Agnes Raharolahy        | França                      | 53.43 |                 |
| 14      | 1       | Gunta Vaičule           | Letônia                     | 53.53 |                 |
| 15      | 2       | Phil Healy              | Irlanda                     | 53.65 |                 |
| 16      | 2       | Iga Baumgart-Witan      | Polónia                     | 53.83 |                 |
| 17      | 2       | Amandine Brossier       | França                      | 54.56 |                 |
| 18      | 2       | Ayomide Folorunso       | Itália                      | 57.96 |                 |

### Final
A final aconteceu às 20:10 no dia 2 de março de 2019. 
| Posição           | Atleta                  | Nacionalidade | Tempo | Notas               |
| ----------------- | ----------------------- | ------------- | ----- | ------------------- |
| Medalha de ouro   | Léa Sprunger            | Suíça         | 51.61 | Melhor marca do ano |
| Medalha de prata  | Cynthia Bolingo Mbongo  | Bélgica       | 51.62 | Recorde nacional    |
| Medalha de bronze | Lisanne de Witte        | Países Baixos | 52.34 | Recorde pessoal     |
| 4                 | Agnė Šerkšnienė         | Lituânia      | 52.40 |                     |
| 5                 | Raphaela Boaheng Lukudo | Itália        | 52.48 | Recorde pessoal     |
| 6                 | Justyna Święty-Ersetic  | Polónia       | 52.64 |                     |

Legenda
| Recorde mundial       | Recorde mundial (World record)               |                       | Recorde africano                      | Recorde africano (African) |                                           | Q | Classificado por posição (Qualified) |
| Recorde do campeonato | Recorde do campeonato (Championship record)  | Recorde da América    | Recorde da América (Americas)         | q                          | Classificado por melhor tempo (Qualified) |   |                                      |
| Melhor marca do ano   | Melhor marca do ano (World leading)          | Recorde asiático      | Recorde asiático (Asian)              | DNS                        | Não largou (Did not start)                |   |                                      |
| Recorde nacional      | Recorde nacional (National record)           | Recorde europeu       | Recorde europeu (European)            | DNF                        | Não terminou (Did not finish)             |   |                                      |
| Recorde pessoal       | Recorde pessoal do atleta (Personal best)    | Recorde da Oceania    | Recorde da Oceania (Oceania)          | DSQ / DQ                   | Desclassificado (Disqualified)            |   |                                      |
| Recorde da temporada  | Recorde da temporada do atleta (Season best) | Recorde sul-americano | Recorde sul-americano (South America) | NM                         | Sem marca (No mark)                       |   |                                      |